# Poporo

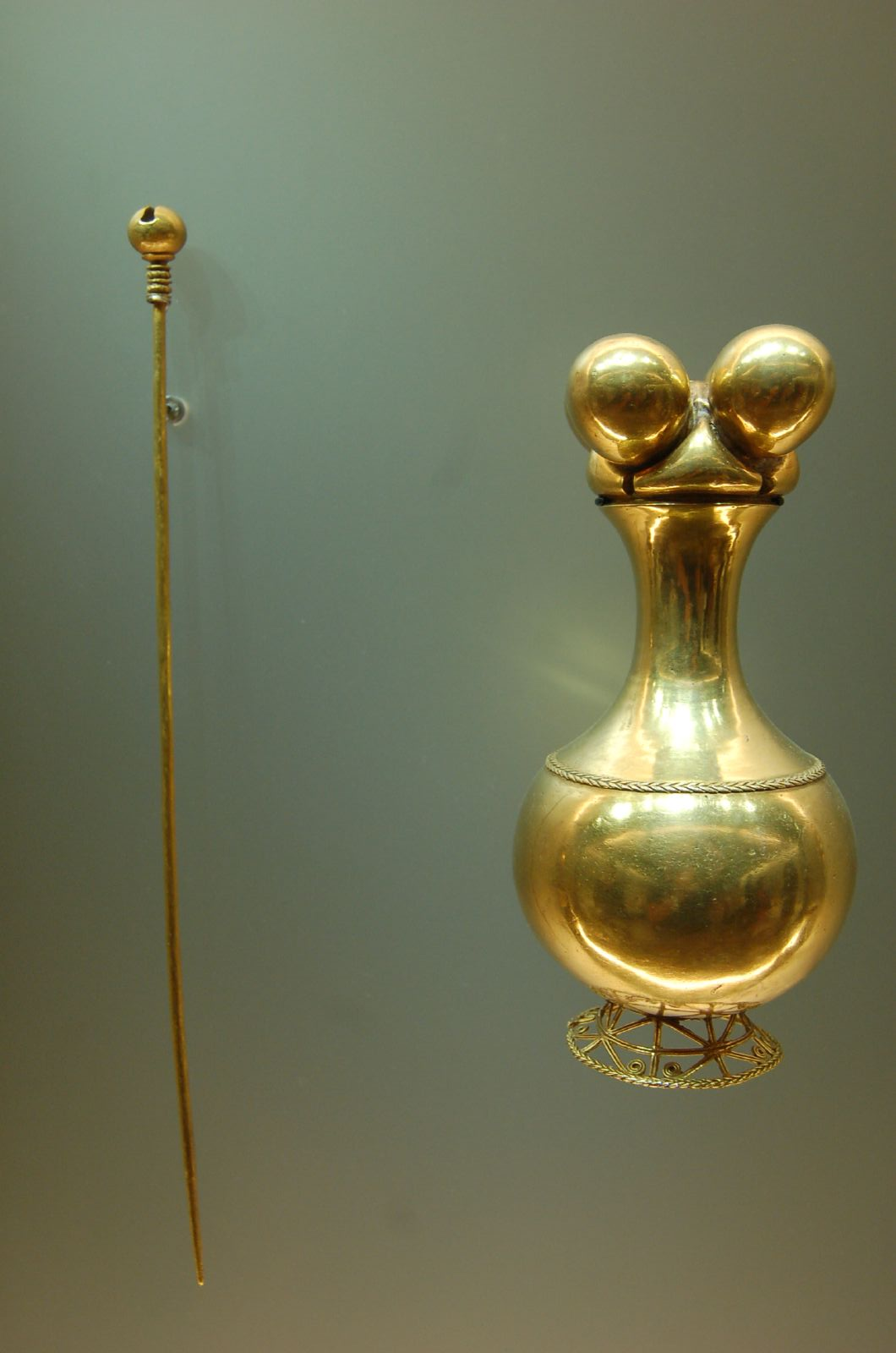
Arany kimbaja poporó a tűvel, Kolumbia nemzeti jelképe

A poporo dél-amerikai indián kultúrák eszköze a kokacserje leveleinek fogyasztásához használt mészkőpor tárolására és alkalmazására.
Két részből áll: a tartályból és a fedőből, amelyhez egy vastag tű csatlakozik. A kábítószer élvezője ezzel viszi a szájába a mészkőport, ami szükséges ahhoz, hogy az összerágott kokalevélben található kokain kifejthesse a várt hatását.

## Története
A kokalevél fogyasztása a prekolumbiánus kultúrákban szent tevékenység volt, így a hozzá szükséges poporót is misztikus tulajdonságokkal övezték a bennszülöttek.
A poporók használata különösen elterjedt volt a mai Kolumbia területén, az ott élő csibcsa, muiszka és kimbaja kultúrák körében. Anyaga égetett agyag, faragott kő, de tökhéj is lehetett. Kultikus szerepe miatt drága fémekből, aranyból, és annak helyi ötvözetéből a tumbagából is készítettek, viaszvesztéses eljárással poporót.
Különösen fejlett volt a kimbaja kultúra aranyművessége, fémfelfolgozása. Ennek a törzsnek a települési területe a mai Bogotától nyugatra volt. Első leletei az 1. századból származnak. A kultúra a csúcspontját  a 4. és a 7. század között érte el, és a 10. századra ismeretlen okokból eltűnt.
Tárgyaik nagy részét tumbagából, az arany és 30% réz ötvözetéből készítették. A réz hozzáadása különleges színeket kölcsönzött a tárgyaknak. A poporókon kívül emberábrázolásokat is készítettek, ülő alakokat, csukott szemmel és ünnepélyes arckifejezéssel.

## Az arany kimbaja poporo
Kolumbia egyik nemzeti jelképe lett a kimbaja kultúra csúcsidejéből származó, és az 1930-as években, illegális ásatás során előkerült, aranyból készült kimbaja poporo. Ezt a kolumbiai központi bank, a Banco de la República mentette meg a tudomány számára azzal, hogy megvásárolta és egyúttal létre is hozta az őrzésére az El Museo del Oro-t (Arany Múzeum), amelynek ez a műtárgy – sok más kincs között – ma is az egyik fő büszkesége.

## Rézből készült kimbaja poporo

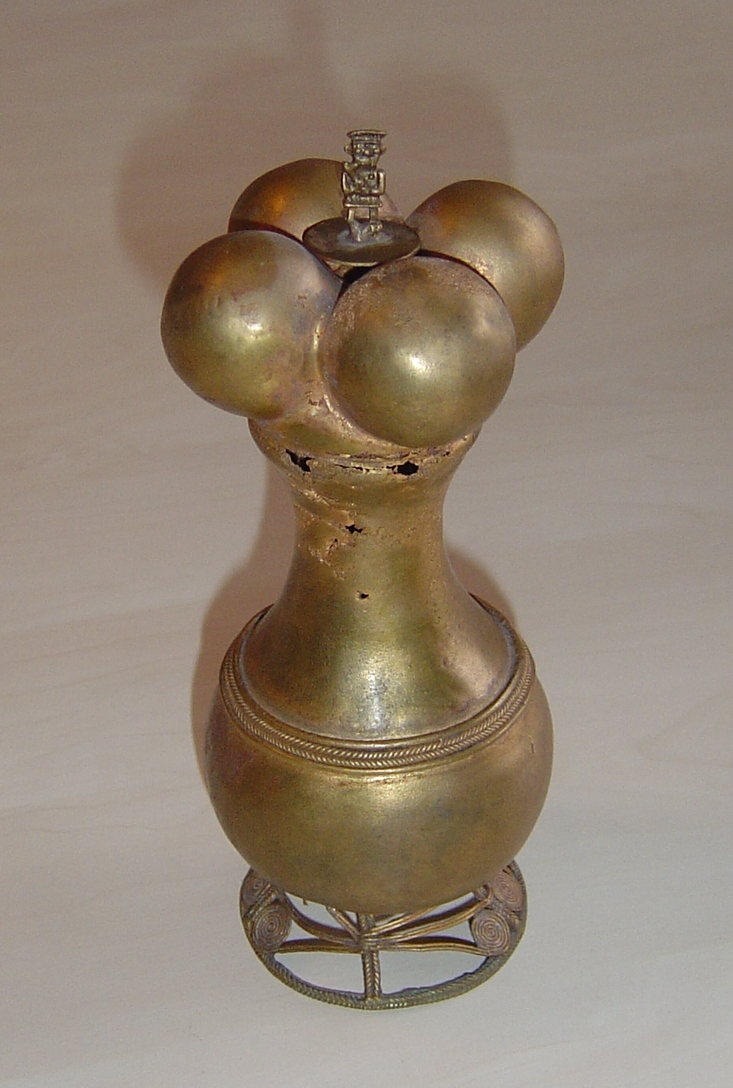
Teljes nézet
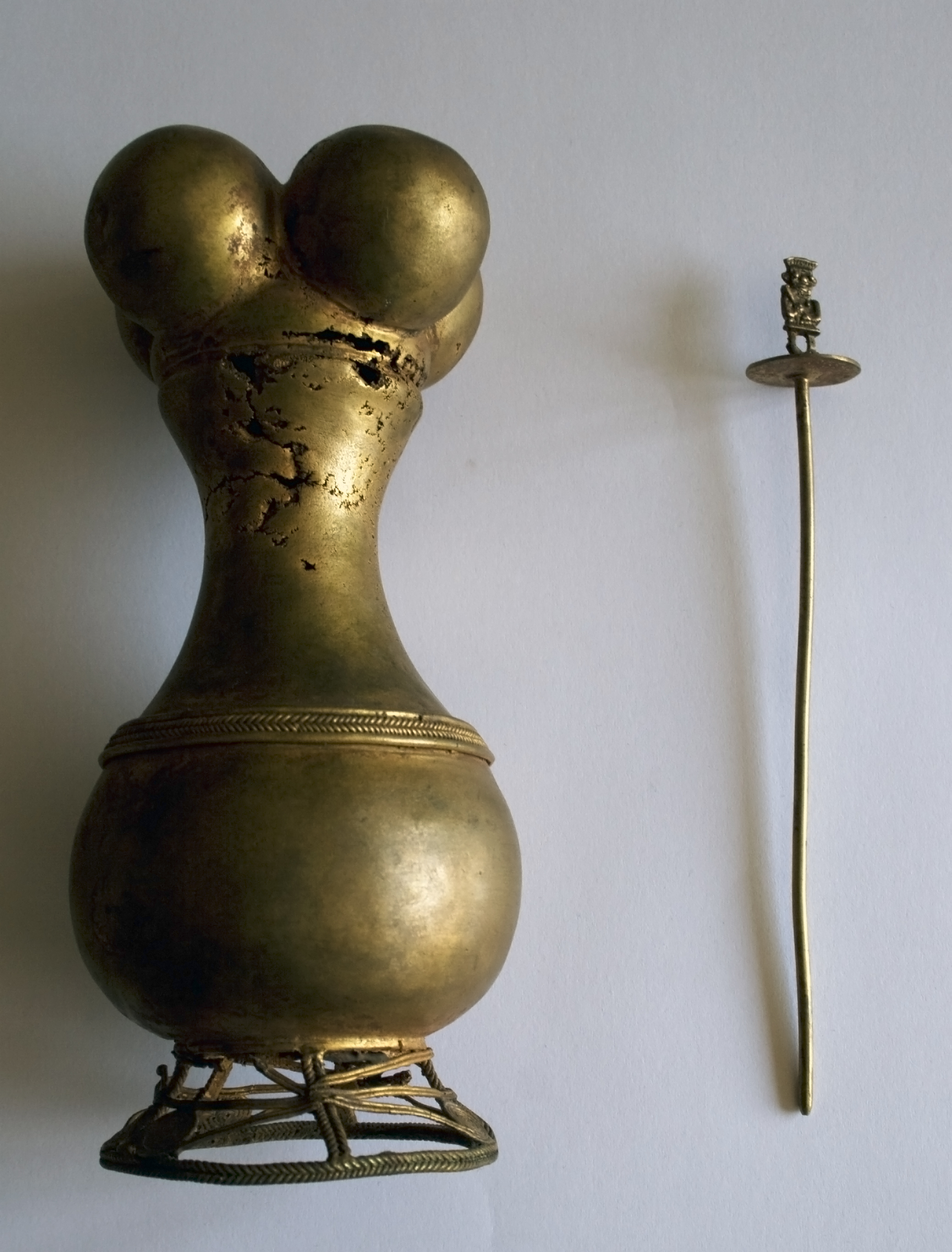
Mellette a tűvel
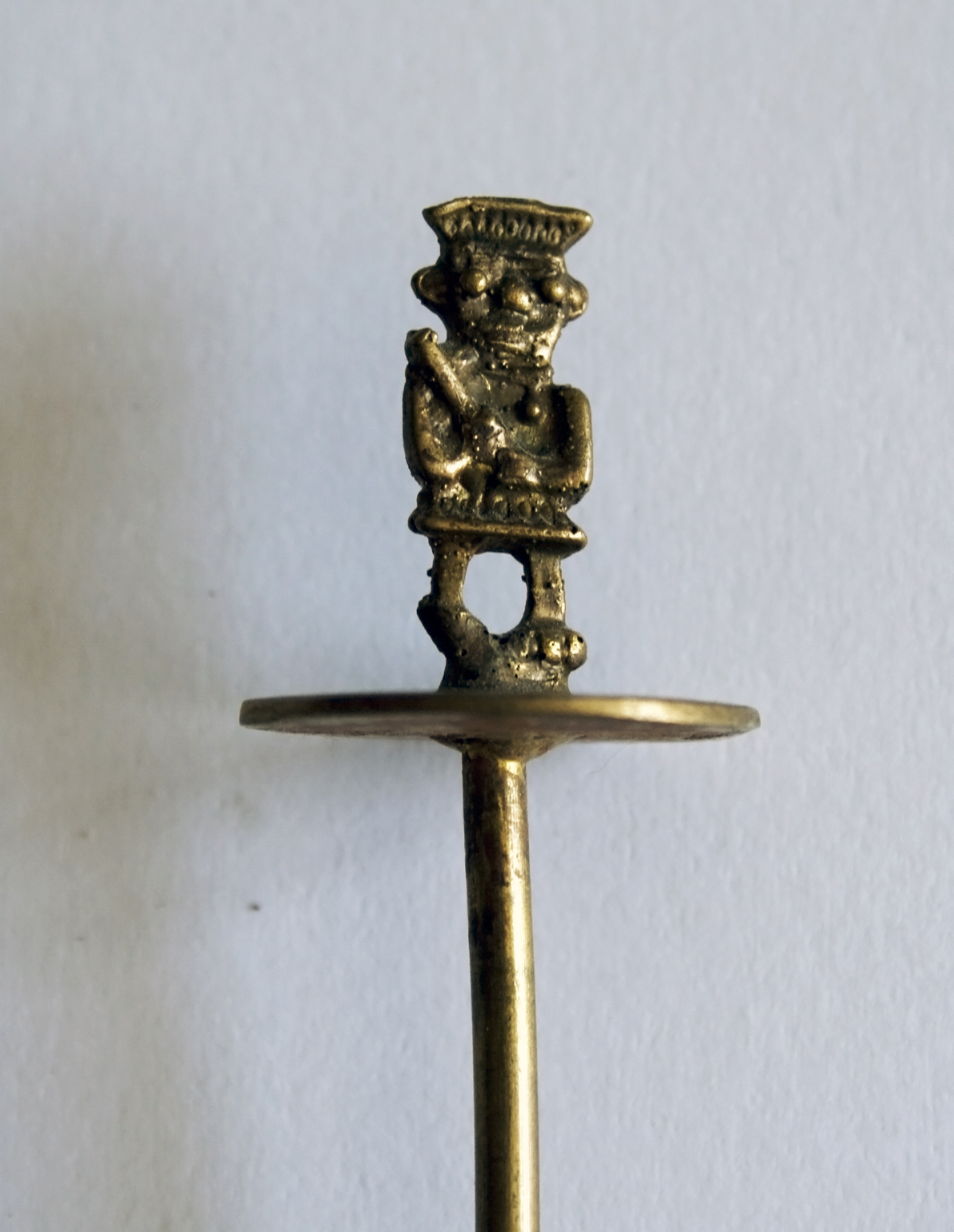
A tű feje
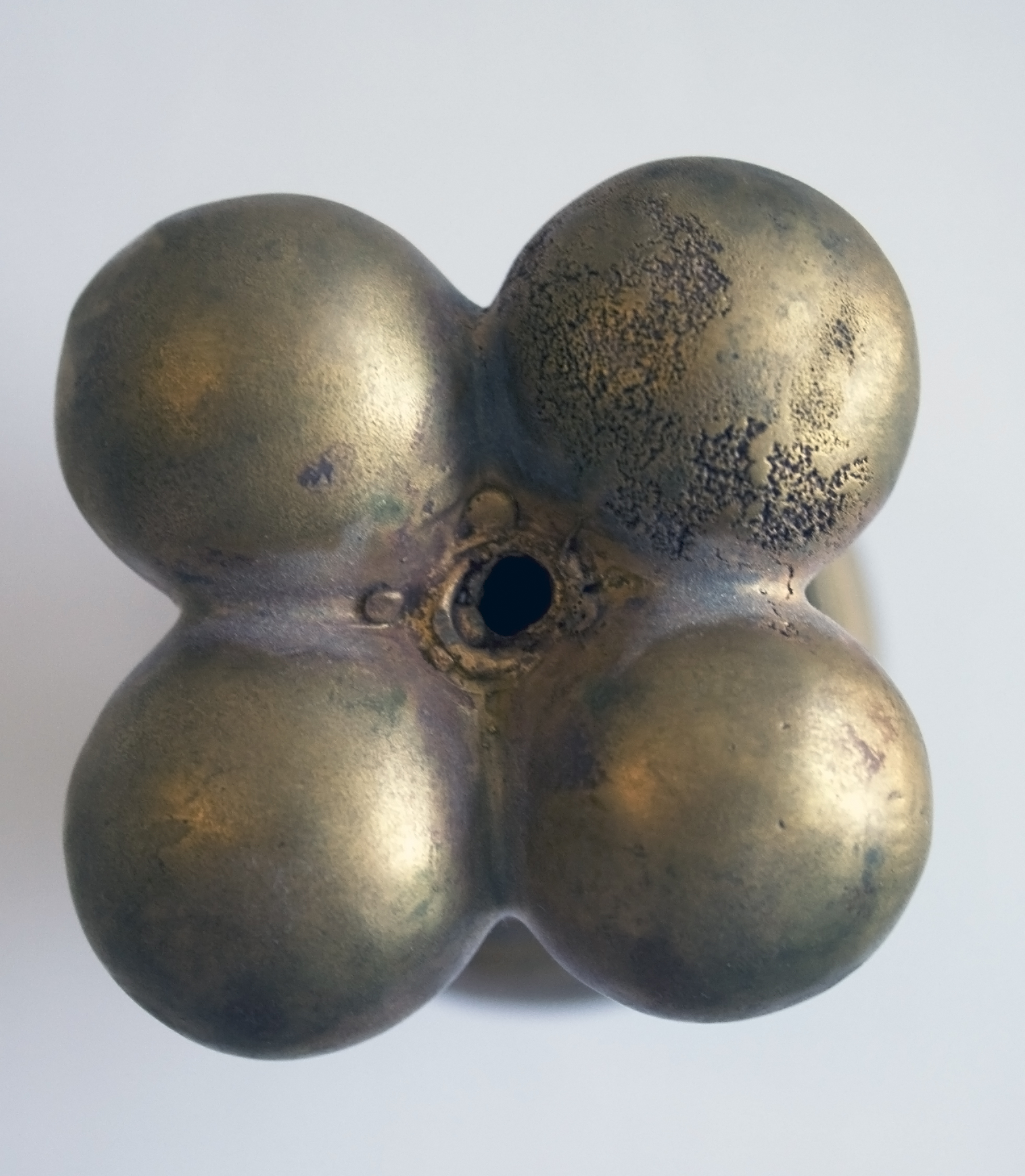
Felülnézet, a tű nélkül

## Fordítás
- Ez a szócikk részben vagy egészben a Poporo című angol Wikipédia-szócikk ezen változatának fordításán alapul.  Az eredeti cikk szerkesztőit annak laptörténete sorolja fel. Ez a jelzés csupán a megfogalmazás eredetét és a szerzői jogokat jelzi, nem szolgál a cikkben szereplő információk forrásmegjelöléseként.
- Ez a szócikk részben vagy egészben a Poporo Quimbaya című angol Wikipédia-szócikk ezen változatának fordításán alapul.  Az eredeti cikk szerkesztőit annak laptörténete sorolja fel. Ez a jelzés csupán a megfogalmazás eredetét és a szerzői jogokat jelzi, nem szolgál a cikkben szereplő információk forrásmegjelöléseként.
- Ez a szócikk részben vagy egészben a Quimbaya civilization című angol Wikipédia-szócikk ezen változatának fordításán alapul.  Az eredeti cikk szerkesztőit annak laptörténete sorolja fel. Ez a jelzés csupán a megfogalmazás eredetét és a szerzői jogokat jelzi, nem szolgál a cikkben szereplő információk forrásmegjelöléseként.